# Irene Dunne
Irene Marie Dunn (ur. 20 grudnia 1898 w Louisville, zm. 4 września 1990 w Los Angeles) – amerykańska aktorka, pięciokrotnie nominowana do Oscara. Odznaczona papieskim Krzyżem Laterańskim za przykładne życie i zasługi dla Kościoła Katolickiego.

## Wybrana filmografia
- 1931: Cimarron jako Sabra Cravat
- 1932: (Symphony of Six Million) jako Jessica
- 1932: Trzynaście kobiet (Thirteen Women) jako Laura Stanhope
- 1932: Boczna ulica (Back Street) jako Ray Schmidt
- (Magnificent Obsession, 1935)
- 1935: Roberta
- (Show Boat, 1936)
- (Theodora Goes Wild, 1936)
- (High, Wide, and Handsome, 1937)
- (The Awful Truth, 1937)
- (Joy of Living, 1938)
- (Love Affair, 1939)
- (When Tomorrow Comes, 1939)
- (My Favorite Wife, 1940)
- (Penny Serenade, 1941)
- (Unfinished Business, 1941)
- (A Guy Named Joe, 1943)
- (The White Cliffs of Dover, 1944)
- (Together Again, 1944)
- (Anna and the King of Siam, 1946)
- 1947: Życie z ojcem (Life with Father)
- (I Remember Mama, 1948)
- (The Mudlark, 1950)
- (Never a Dull Moment, 1950)
- (It Grows on Trees, 1952)